# 王党派
王党派（おうとうは、英: royalist）は、王制を支持する政治党派である。フランスのように王制（ブルボン朝）支持派と帝制（ボナパルト朝）支持派が対立するケースもあり狭義にはあくまで王制のみの支持派を意味するが、広義には帝制などを含めた君主制支持派を王党派と呼ぶ。共和派（Republican)とは当然対立する。また君主親政を支持する勢力のみを指し、議院内閣制を前提とする立憲君主制の支持勢力を含まない場合もある。
市民革命においては国民主権を主張する共和派と対立し、国王および王権を支持する勢力であるが、必ずしも貴族が王党派というわけではなく、保守的なブルジョワジー、市民や農民も、王党派の支持基盤であった。現在でもルーマニア、セルビア、ロシア、旧ハプスブルク君主国の領域、フランス、ドイツ、イタリアなどで君主制復活を目指す王党派が少数活動している。
シンボルは共和派の赤旗に対して白旗。

## 各国の王党派

### イギリス
イギリスでは、王党派（Royalist）は、ピューリタン革命における国王支持派を指し、対立する議会派（円頂党）からは「騎士党（キャバリアーズCavaliers）」と呼ばれた。1641年、「大諫議書 」の採択をめぐって長期議会が分裂した結果、王党派と議会派とが形成された。

### フランス
フランス革命期においては、プロヴァンス伯（ルイ18世）とアルトワ伯（シャルル10世）ら王族、あるいは絶対王政期のアンシャン・レジームの貴族、聖職者（僧侶）を言う。彼らは、フランス王国などの王政国家を維持する勢力であった。
近い考えを持つ集団として、王政は認めるものの、これを議会のコントロール下に置こうとする立憲君主主義者（いわゆるフイヤン派）が存在し、区別される。しかしジロンド派やジャコバン派などの共和派が絶対的な指導権を握った革命期においては、両者は共に攻撃の対象とされ、ほとんど区別されずに王党派という枠にくくられた。特に革命期のパリでは、王党派であることが発覚しただけでテロの対象になることも珍しくなかった。
一方、革命期でも地方では、革命政権の中心地パリほど国王憎しの感情は高まりを見せず、農民の間で急進的な国王不要論が急増することはなかった。ヴァンデの反乱のように、徴兵制反対や信仰の自由を求めた農民反乱に地方貴族が合流して王党派の反乱としての性格を見せるケースもあり、フランス全土の規模で見れば王党派は致命的に勢力を失ったわけではなかったともいえる。
フランス革命以後、主にナポレオン・ボナパルト失脚後に生まれたブルボン家支持者をレジティミストと言う。復興王政で反動政治を進めた王党派は、一般に超王党派（） (Ultra-royalist) と呼ばれる。またフランス7月革命で成立したルイ・フィリップ統治のオルレアン朝支持者をオルレアニストと言う。両派はいずれもブルボン家の血を引く王家を支持しているため広義には王党派の範疇に入ると言えるが、ルイ＝ナポレオン（後のフランス皇帝ナポレオン3世）支持者のボナパルティストと激しく対立した。
現在、フランスでは共和政体維持の制度保証として国王・皇帝を世襲した者の子孫の公職就任に制限をかけているが、黄色いベスト運動に参加する王党派も存在するなど、王党派が完全に消滅したわけではない。

### 旧ハプスブルク君主国

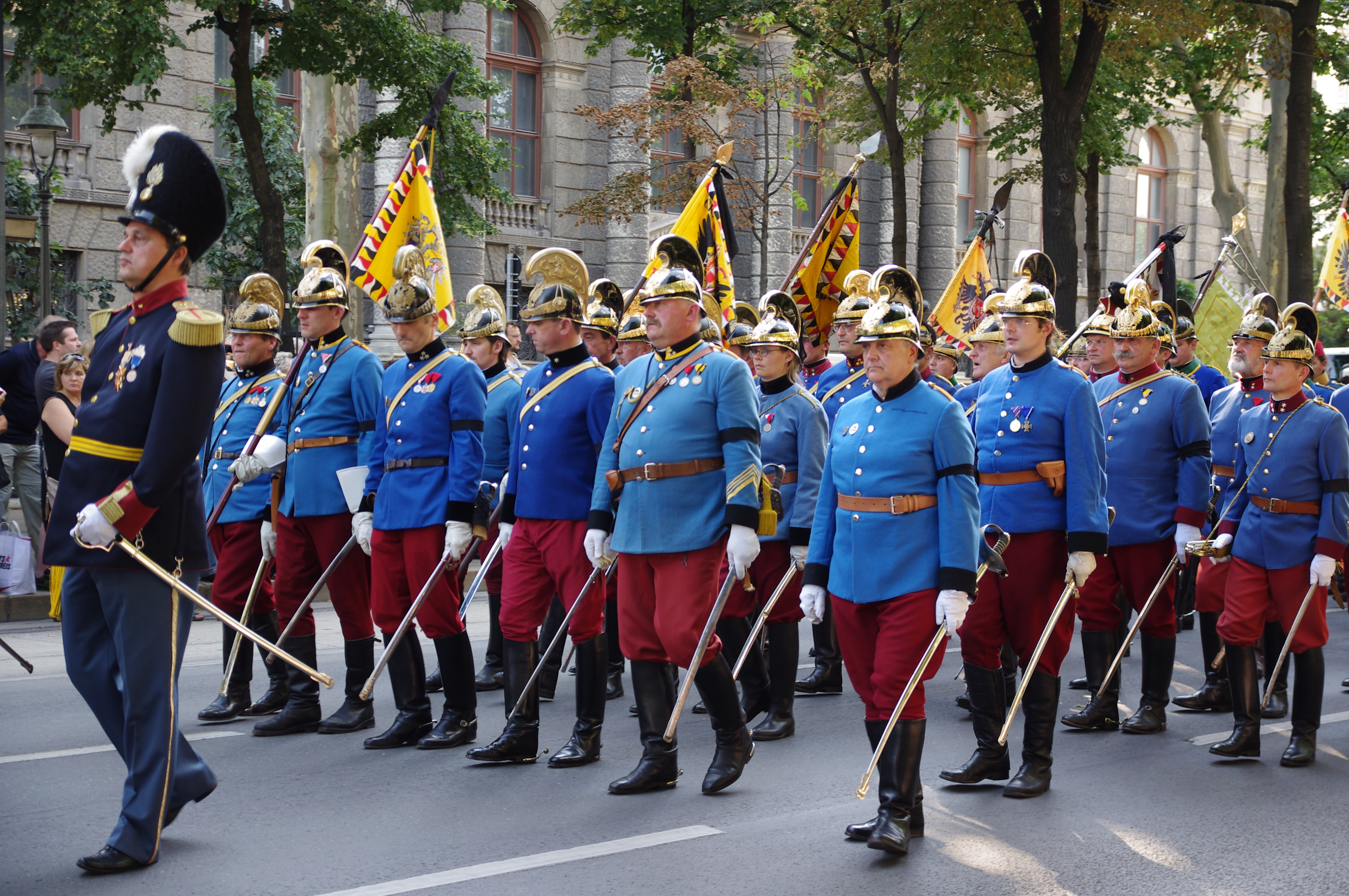
オットー・フォン・ハプスブルクの葬儀において、帝国時代の軍服に身を包んで行進する王党派

第一次世界大戦に敗れた後、オーストリア＝ハンガリー帝国は解体され、複数の小さな共和国に分裂した。しかしハンガリーでは王制が復活し（王なき王国）、最後の国王カール1世の復帰運動が起きた。その後、カール1世の皇太子であったオットー・フォン・ハプスブルクが1930年代におけるオーストリアの君主制復活運動を指導し、大きな影響力を持った。当時のオーストリア独立維持派の間では、ナチス・ドイツとの併合を阻止するにはハプスブルク家の下での君主制復活が最良の方法だと考えられていた。
現在、オーストリアではシュヴァルツ＝ゲルベ・アリアンツ、チェコではコルナ・チェスカといった王党派の政治団体が活動している。

### スウェーデン

#### ホルシュタイン＝ゴットルプ王朝による王党派
スウェーデンでは、1751年にヘッセン家のフレドリク1世が死去した後、ホルシュタイン＝ゴットルプ家のアドルフ・フレドリクが推戴されたものの、王権を著しく制約された。王妃ロヴィーサ・ウルリカは王党派と結びクーデターを謀ったが、陰謀は露見し、関係者は処罰された。
1772年、グスタフ3世は王党派の支持の下、近衛兵を用いてクーデターを起こした。グスタフ3世は王権の強化に成功し、絶対王政への道を開いた。グスタフ3世支持派は、主にブルジョワや農民からなり、貴族は少数派であった。彼は啓蒙主義的思想を持ち、貴族からの徴税も辞さなかったため、一部の貴族から恨みを買うこととなった。1789年にフランスで革命が起きると、グスタフ3世はこれに反発し、フランス王室に深い関わりを持つ貴族ハンス・アクセル・フォン・フェルセンを通じて反革命運動を起こしている。1790年にロシア帝国との戦争を終結させると、グスタフ3世はさらにこれを推し進め、フランス亡命貴族（エミグレ）と連携し、反革命十字軍の設立を目指した。一方でフェルセンは、オーストリアと通じてブルボン王家救出活動も行った（フェルセン個人の目的は王妃マリー・アントワネット救出にあった）。しかし、スウェーデンにおける反革命支持派は少数であり、1792年にグスタフ3世が暗殺されると、革命からは手を引くこととなった。
1809年、グスタフ4世アドルフがクーデターによって廃位された後、ホルシュタイン＝ゴットルプ王家の断絶が決定的になると、一部の王党派はグスタフ4世の元王太子グスタフを王位に就けようと画策したが結局失敗し、ベルナドッテ家がスウェーデンの新王朝として今日まで存続することとなった。

### フィンランド
1917年、ロシア革命が起きると、フィンランドの独立運動に際して親ドイツ派のスウェーデン系保守政党（スウェーデン人民党）がドイツ帝国に接近し、一時ドイツ人の国王カールレ1世（フリードリヒ・カール・フォン・ヘッセン）を選出している（フィンランド王国）。彼らの目論見は、第一次世界大戦でのドイツの敗北により失敗に終わった。彼らは立憲主義者であったが、実質王党派であったと言える。

### アメリカ
アメリカ独立戦争に際し、「帝国の一致」を主張してイギリス王への忠誠を誓った王党派は、アメリカ合衆国独立後はカナダへ移住した。詳細はロイヤリストを参照。

### 日本
歴史上の勤皇勢力が広義の王党派に含まれると考えることもできる。幕末の尊皇攘夷派、大日本帝国陸軍の皇道派、第二次世界大戦中の大政翼賛会、戦後の右翼団体などが該当するといえる。いずれの場合も彼らの主たる対抗勢力も天皇を君主として戴くことは否定しておらず、彼らの主張は、天皇親政の下で、もしくは天皇の意を体して新体制を構築することである。